# Кирзинский сельсовет (Новосибирская область)
Кирзинский сельсовет — сельское поселение в Ордынском районе Новосибирской области Российской Федерации.
Административный центр — село Кирза.

## История
Статус и границы сельского поселения установлены Законом Новосибирской области от 2 июня 2004 года № 200-ОЗ «О статусе и границах муниципальных образований Новосибирской области»

## Население
| 2002  | 2010  | 2012  | 2013  | 2014  | 2015  | 2016  |
| ----- | ----- | ----- | ----- | ----- | ----- | ----- |
| 2151  | ↘1832 | →1832 | ↗1851 | ↗1879 | ↘1832 | ↘1822 |
| 2017  | 2018  | 2019  | 2020  | 2021  |       |       |
| ↗1841 | ↘1813 | ↘1789 | ↗1844 | ↗1866 |       |       |

## Состав сельского поселения
| № | Населённый пункт | Тип населённого пункта       | Население |
| - | ---------------- | ---------------------------- | --------- |
| 1 | Кирза            | село, административный центр | ↘1697     |
| 2 | Черемшанка       | деревня                      | ↘135      |